# Магомедов, Магад Гамидович
Магад Гамидович Магомедов (1972, с. Вихли, Кулинский район, Дагестанская АССР, РСФСР, СССР) — российский спортсмен, специализируется по ушу. 

## Спортивная карьера
Ушу-саньда начал заниматься с 1990 года в махачкалинском спортивном клубе «Спорт». Тренер Рамазан Рамазанов. В 1993 году стал бронзовым призёром чемпионата мира.

## Спортивные достижения
- Чемпионат мира по ушу-саньда 1993 — ;

## Личная жизнь
В 1989 году окончил школу в селе Вихли Кулинского района. По национальности — лакец.